# Jerry et JoAnne
Originaires de Lennoxville dans les Cantons de l'Est, le duo Jerry et Jo'Anne était formé par Gérald « Jerry » Robitaille (1942-1996) et Johanne Moreault (née en 1953). Leur carrière en duo s'est déroulée de 1969 à 1984.
Ils ont connu du succès en 1971 avec la chanson On est fait l'un pour l'autre, version française de We Were Made For Each Other enregistrée par le chanteur country Buck Owens en 1968. Si le titre originel demeure un succès mineur pour la vedette américaine, la version québécoise devient rapidement un classique de ce côté-ci de la frontière. De cette époque datent aussi leurs interprétations de Diggy Diggy Lo et Je t'aime plus fort, deux pièces qu'on peut entendre à certaines radios régionales. En 1971, le duo rencontrèrent Johnny Cash à sa maison de Hendersonville  au Tennessee.
Pendant une dizaine d'années, Jerry et Jo'Anne incarnent le renouveau country, composant de plus en plus leurs propres chansons tant en anglais et qu'en français, en plus de proposer des albums instrumentaux de Jerry Robitaille, guitariste respecté dans le domaine country. Celui-ci est par ailleurs appelé à collaborer à divers enregistrements d'artistes pop qui désirent donner une coloration country authentique à certaines chansons.
Jerry et Jo'Ann se produisent à la Place des Arts de Montréal en 1973. Tout en continuant de se produire dans le circuit country & western, ils participent à quelques émissions télévisées et gravent plusieurs titres sur l'étiquette Pacha du producteur Yves Martin, maison où l'on retrouve des vedettes populaires comme Jacques Salvail, Mimi Hétu et Nanette Workman. En 1975, le ministère des Affaires culturelles du Québec et le CODOFIL (Conseil pour le développement du français en Louisiane) leur fournissent l'occasion de se rendre en Louisiane où ils participent à la tournée québécoise mettant en vedette Willie Lamothe et Bobby Hachey.
La même année, le couple fonde la compagnie de disques Daisy et grave désormais ses enregistrements à titre de producteur indépendant. Un premier album En rappel leur permet de raviver leurs premiers succès tout en ouvrant la voie à leur nouveau répertoire. En 1982 et 1984, ils remportent le Félix du meilleur disque Country. Joanne Moreault enregistre des disques en solo dès 1982.
Après la dissolution du duo en 1984, Jo'Anne se tourne vers l'animation radiophonique à CIRO-FM, une station consacrée à la musique country, tandis que Jerry Robitaille fait carrière sous le pseudonyme Mountain Man. Ses présences en public se font plus rares avec le temps et le musicien trouve désormais surtout plaisir à vivre près de la nature. Les problèmes cardiaques qu'il éprouvait depuis quelques années devaient finalement le terrasser à sa résidence de Cookshire, dans l'Estrie au printemps 1996.

## Discographie
Quelque album du groupe
On est fait l’un pour l’autre
1. On est fait l’un pour l’autre
2. Le Rêve
3. Happer Valley P.T.A.
4. Quand reviendras-tu chez nous ?
5. L'Enfant à l'hirondelle
6. Le Train clandestin
7. Diggy Diggy Lo
8. Green Green Grass of Home
9. Seul avec toi
10. Jésus près de toi

L'Avenir
1. L'Avenir
2. Je t’aime plus fort
3. Guitare Boogie Breakdown
4. Ailes d’argent
5. Il est une place
6. Quand tu partiras
7. Où est mon château
8. Oh! Suzanna
9. Sharambi
10. Charité

C'est notre amour
1. C’est notre amour
2. Amis
3. On part avec toi
4. Mais moi je t’aime
5. Premier Amour
6. Pour que l’amour
7. Je crois en la musique
8. La Lune et le Soleil
9. Tout doucement
10. Superman